# João Branco
João Guedes Branco (Paris, França, 1 de julho de 1968) é um encenador, ator, professor, programador e investigador de teatro. Com uma carreira de mais de 30 anos, já encenou mais de 70 espetáculos, a maioria em Cabo Verde, na cidade do Mindelo, mas também na cidade do Porto, Viseu, Portalegre, em Portugal, na Guiné-Bissau, e no Rio de Janeiro e Salvador da Baía, no Brasil. Foi mentor e fundador do Grupo de Teatro do Centro Cultural Português, que inaugurou uma nova era no teatro da ilha de S. Vicente, e também do Festival Internacional de Teatro Mindelact, hoje o maior evento de teatro de África lusófona e não só. Fundou com outros colegas artistas a ALAIM Academia Livre de Artes Integradas do Mindelo, um novo modelo de educação artística em S. Vicente. Uma referência incontornável do teatro em Cabo Verde. Fundou, em 2023, a Saaraci Coletivo Teatral, sediada na cidade do Porto, em Portugal, caracterizada por ser uma estrutura de matriz multinacional e multicultural, com Cabo Verde sempre em destaque. 

## Biografia
Nasceu na cidade de Paris em 1968 filho do Músico Português José Mario Branco e da programadora Isabel Alves Costa.
Casado, pai de três filhas Laura Branco (27 anos), Inês Branco (20 anos) e Isabel Branco (10 anos). Viveu em Cabo Verde entre 1992 e 2023, na cidade do Mindelo. Atualmente, vive na cidade de Lordelo, concelho de Paredes. 
Doutor em Artes, Comunicação e Cultura, pela Universidade do Algarve, tendo obtido a classificação máxima Muito Bom, com Louvor e Distinção. Mestre em Artes Cénicas, especialidade Encenação, com a classificação de Muito Bom. Licenciado em Gestão do Património e Organizações Culturais, com a classificação de Muito Bom.
Inicia as suas atividades cénicas em 1984 com o encenador João Paulo Seara Cardoso.  Em 1987 dá as suas primeiras aulas de Iniciação Teatral no Liceu Camões, a convite da Associação de Estudantes. Em 1990 encena o seu primeiro espetáculo "Quem me Dera Ser Onda" do escritor angolano Mário Rui , na Escola Sec. D. Maria II, em Lisboa.
Inicia em 1993  no Mindelo, o I Curso de Iniciação Teatral a convite do Centro Cultural Português (CCP), que já com catorze edições. Por eles passaram já centenas de pessoas. Funda em 1993, o Grupo de Teatro do CCP do Mindelo (GTCCPM), onde é encenador e diretor artístico. Neste grupo de teatro já encenou e produziu 50 espetáculos teatrais, com textos de autores cabo-verdianos, como Arménio Vieira, Germano Almeida, Caplan Neves e Mário Lúcio Sousa, ou da dramaturgia universal como Camus, Oscar Wilde, Garcia Lorca, William Shakespeare, Victor Hugo, Moliére, Beckett, Muller, Alfonso Castelao, entre outros.
Comemorou, em 2013, a sua 50ª encenação, com “Tempêstad”, adaptação crioula da peça origina de Shakespeare. Em 2024, atingiu a sua 80ª encenação. 
É convidado, em 1994, a assumir o cargo de Responsável por todas as Atividades Artísticas do Instituto Camões – Centro Cultural Português / Pólo do Mindelo. Em 2013, assume a direção do mesmo centro cultural, cargo que ocupa até 2023.
Funda em 1995 o Festival Internacional de Teatro do Mindelo - Mindelact, do qual é diretor artístico até hoje. Um festival considerado hoje o mais importante evento de teatro africano. Foi, entre 1996 e 2013, Presidente da Direção da Associação Mindelact.
É autor da mais importante obra editada sobre o teatro cabo-verdiano, “Nação Teatro – História do Teatro em Cabo Verde”, editado em 2004, pela Biblioteca Nacional de Cabo Verde. Uma obra que foi premiada pela Associação Cabo-verdiana de Escritores e considerada um marco na literatura de investigação em Cabo Verde. Faz parte, desde 2013, da Academia de Letras de Cabo Verde. Autor da componente cabo-verdiana, do livro “O teatro dos Sete Povos Lusófonos”, editado pelo Centro Cultural de S. Paulo (Brasil).  Coordena, em 2003, a edição do livro “10 Anos de Teatro”, referente ao historial do Grupo de Teatro do Centro Cultural Português do Mindelo. Edição de 2003. Funda em 1997, a revista de Teatro "Mindelact - Teatro em Revista", da qual é principal responsável editorial. Escreveu crónicas para os jornais “A Nação”, “Horizonte”, “O Cidadão”, e tem textos seus publicados no jornal “A Semana” e “Expresso”, de Portugal. Publica o texto sobre teatro em Cabo Verde no número especial da revista “Kultura”, comemorativa dos 25 anos da Independência de Cabo Verde.
Recebe, o Prémio de Mérito Teatral, em 2010 e o Prémio de Teatro de Mérito Lusófono, atribuído pela Fundação Luso Brasileira para o Desenvolvimento da Língua Portuguesa, no Recife, em 1996. Recebe em 1999, o Prémio Micadinaia de Cultura, atribuído pela Academia de Estudos Comparados de S. Vicente. É condecorado em 2010, pela Presidência da República de Cabo Verde, com a Primeira Classe da Medalha do Vulcão, pelo contributo que vem dando à Cultura Cabo-verdiana, em geral, e à Arte Cénica, em particular, da qual é por muitos considerado o maior expoente das ilhas de Cabo Verde. Em junho de 2014 recebe no Festival Internacional SalEncena o Prémio Excelência Sabino Évora na ilha do Sal em Cavo Verde.
Pertence, desde Dezembro de 2014, à Academia Cabo-verdiana de Letras.
Esteve na génese de um dos projetos mais inovadores de educação artística informal de Cabo Verde: a ALAIM Academia Livre de Artes Integradas do Mindelo que abriu as suas portas em Janeiro de 2015. A sua intervenção militante foi decisiva para que uma infraestrutura desta envergadura nascesse num tão curto espaço de tempo. Até 2023, a ALAIM albergava mais de uma centena de alunos de teatro, dança, percussão, canto, entre outras áreas artísticas, criando uma nova centralidade cultural na cidade do Mindelo.
Em 2017 foi homenageado, no Rio de Janeiro, pelo FESTLIP – Festival Internacional das Artes de Língua Portuguesa distinção que “reconheceu o seu percurso profissional e o facto de ser um dos grandes embaixadores da lusofonia no mundo, capaz de unir todos os países de língua portuguesa, que transformou Mindelo num epicentro cultural da Cultura Lusófona.”
Em 2019 é condecorado pelo Presidente da República de Portugal Marcelo Rebelo de Sousa, com a Comenda de Mérito, sendo na sequência Comendador de Mérito de Portugal. No dia 10 de junho de 2019, foi agraciado com o grau de Comendador da Ordem do Mérito.

## O Encenador
Em 2013 comemorou o grande marco na sua carreira com a encenação de número 50, uma adaptação crioula da peça "Tempestade" de William Shakespeare. 
- 2024 Dona Pura e os Camaradas de Abril, a partir de Germano Almeida, com Saaraci Coletivo Teatral, no Porto.
- 2024 Inseta, a partir de conto de Orlanda Amarilis, com grupo UmColetivo, em Portalgre.
- 2024 Cuidado com as Velhinhas Carentes e Solitárias, com os finalistas da licenciatura de teatro do ESAP Escola Superior de Artes do Porto.
- 2023 Saaraci, o Último Gafanho do Deserto, a partir de conto de Luísa Queirós, com Saaraci Coletivo Teatral, no Porto.
- 2023 A Cruz de Rufino, a partir de conto de Fátima Bettencourt, com Saaraci Coletivo Teatral, no Porto.
- 2023 Os Saltimbancos, a partir de Chico Buarque, com o projeto UrGente, na Guiné-Bissau.
- 2022 A Peste Branca, a partir de Ensaio sobre a Lucidez, de José Saramago, com o GTCCPM, em Cabo Verde.
- 2022 A Cidade do Café, de Rocca Vera-Cruz, com o GTCCPM, em Cabo Verde.
- 2021 Morte e Vida Severina, a partir de poema de João Cabral Melo Neto, com o GTCCPM, em Cabo Verde.
- 2021 Sopro, a partir de textos de Clarice Lispector, com o GTCCPM, em Cabo Verde.
- 2021 Os Amantes II, a partir de Heiner Muller, com o GTCCPM, em Cabo Verde.
- 2020 O Cheiro dos Velhos, de Caplan Neves, coprodução com o Teatro de Marionetas do Porto e o Teatro Rivoli, do Porto.
- 2019 Sophia, a partir de textos de Sophia Mello Breyner Andresen, com o GTCCPM, em Cabo Verde.
- 2019 SonhaDor, o GTCCPM, em Cabo Verde.
- 2018 Metamorfose, a partir de conto de Kafka, com o GTCCPM, em Cabo Verde.
- 2018 Tudjunto Separado, de Lisa Reis, com o GTCCPM, em Cabo Verde.
- 2018 A Conferência dos Cegos, projeto KCena, em Cabo Verde.
- 2018 Crónicas do Mindelo, de Rocca Vera-Cruz, com o GTCCPM, em Cabo Verde.
- 2017 Cartas, com o o GTCCPM, em Cabo Verde, coprodução com UmColetivo, de Portugal.
- 2017 Lisístrata ou a Greve do Sexo, a partir de Aristófanes, com o Projeto Teatro 16, em Cabo Verde.
- 2017 Ubulândia, a partir do universo de Rei Ubu de Alfred Jarry, com o Projeto KCena, em Viseu.
- 2016 As Palavras de Jo, de Matéi Visniec, com o GTCCPM, em Cabo Verde.
- 2016 Estrangeiras, de José Luis Peixoto, com o GTCCPM, co-produção com o Teatro Rivoli, do Porto.
- 2016 A Grande Ressaca, co-encenação com Chica Careli e Graeme Pullyn, no Teatro Viriato, de Viseu.
- 2016 Cuidado com as Velhinhas Carentes e Solitárias, de Matéi Visniec, com o Projeto Teatro 15, em Cabo Verde.
- 2015 Do-Eu, com a Universidade Livre do Teatro Vila Velha, em Salvador, Brasil, no âmbito do Projeto KCena.
- 2015 Morabesta, com o Projeto Teatro 15, em Cabo Verde.
- 2014 A Lição, de Eugène Ionesco, com a Trupe Pará moss em Cabo Verde.
- 2014 Dulcineia Já Não Mora Aqui, livre adaptação do romance Dom Quixote de Miguel de Cervantes, com Projeto KCena em Viseu - Portugal.
- 2014 Quotidiamo, Esta Não É Uma História de Amor, de Ivam Cabral, José Mena Abrantes, Rui Zink e Abraão Vicente, com GTCCPPM em Cabo Verde.
- 2013 Tempestâd', de William Shakespeare, com GTCCPPM em Cabo Verde.
- 2013 Escola de Mulheres, de Molière, com GTCCPPM em Cabo Verde.
- 2013 Sete Pequenas Peça, Para Sete Grandes Crises, texto coletivo, com a Trupe Pará moss em Cabo Verde.
- 2013 Quarto do Nunca, livre adaptação de Peter Pan de J. M. Barrie, com Projeto KCena em Salvador - Brasil.
- 2012 As Mindelenses, texto coletivo, com a Trupe Pará moss em Cabo Verde.
- 2012 Teorema do Silêncio, de Caplan Neves, com GTCCPPM em Cabo Verde.
- 2012 Stand Up Comedy Pará Moss, texto coletivo, com a Trupe Pará moss em Cabo Verde.
- 2011 Bodas de Sangue, de Garcia Lorca, com GTCCPPM em Cabo Verde.
- 2011 Naque, Piolhos e Atores, de Jose Sanchis Sinisterra, com GTCCPPM em Cabo Verde.
- 2011 Closer, de Patrick Marber, com Projeto Aquarium em Lisboa - Portugal.
- 2010 Os Amantes, livre adaptação de "Quarteto" de Heiner Muller, com GTCCPPM em Cabo Verde.
- 2009 O Jardim do Dr. Gordner Brickers, de Caplan Neves, com XIII Curso de Iniciação Teatral do CCP em Cabo Verde.
- 2009 No Inferno, livre adaptação do Romance de Aménio Vieira, com GTCCPPM em Cabo Verde.
- 2009 O Gato Malhado e Andorinha Sinhá, Livre adaptação do conto de Jorge Amado, com GTCCPPM em Cabo Verde.
- 2008 Máscaras, de Menotti Del Picchia, com GTCCPPM em Cabo Verde.
- 2008 A Última Ceia, livre adaptação do Romance Apocalipse Nau de Rui Zink, com GTCCPPM em Cabo Verde.
- 2007 O Gato Malhado e Andorinha Sinhá, Livre adaptação do conto de Jorge Amado, com XII Curso de Iniciação Teatral do CCP em Cabo Verde.
- 2007 A Caderneta, de Baltazar Lopes da Silva, com GTCCPPM em Cabo Verde.
- 2006 Mulheres na Lajinha, a partir do romance "No mar da Lajinha" de Germano Almeida, com GTCCPPM em Cabo Verde.
- 2006 A Ilha Ancorada, a partir de textos do Claridosos, com XI Curso de Iniciação Teatral do CCP em Cabo Verde.
- 2006 O Doido e a Morte, de Raul Brandão, com com GTCCPPM em Cabo Verde.
- 2005 Auto da Compadecida, de Adriano Suassuna, com com GTCCPPM em Cabo Verde.
- 2005 Sofamilia, texto coletivo, com X Curso de Iniciação Teatral do CCP em Cabo Verde.
- 2005 Mar Alto, a partir de Mrozek e Eugénio Tavares, com com GTCCPPM em Cabo Verde.
- 2004 Tertúlia, a partir de poemas de Oswaldo Alcântara, Gabriel Mariano, Eugénio Tavares, Sérgio Frosoni, Corsino Fortes e Arménio Vieira, com IX Curso de Iniciação Teatral do CCP em Cabo Verde.
- 2003 Rei Lear, de William Shakespeare, co-produção com GTCCPPM e Atelier Teatrakácia em Cabo Verde.
- 2003 A Sapateira Prodigiosa, de Garcia Lorca, com GTCCPPM em Cabo Verde.
- 2002 Salon, de Mário Lúcio Sousa, com GTCCPPM em Cabo Verde.
- 2002 À Espera da Chuva, inspirado em "À Espera de Godot" de Beckett, com GTCCPPM em Cabo Verde.
- 2002 Os Sete Pecados Capitais, texto coletivo, com Atelier Teatrakácia em Cabo Verde.
- 2001 Adão e as Sete Pretas de Fuligem',' de Mário Lúcio Sousa, no âmbito do "Porto 2011 Capital Europeia da Cultura" em Porto - Lisboa.
- 2001 O Conde de Abranhos, livre adaptação do conto de Eça de Queirós, com GTCCPPM em Cabo Verde.
- 2000 Médico à Força, de Molière, com GTCCPPM em Cabo Verde.
- 2000 Agravos de um Artista, adaptação do conto de Germano Almeida, com GTCCPPM em Cabo Verde.
- 1999 Catchupa, texto coletivo, com GTCCPPM em Cabo Verde.
- 1999 Figa Canhota, texto coletivo, com GTCCPPM em Cabo Verde.
- 1999 Os Dois Irmãos, adaptação do romance de Germano Almeida, com GTCCPPM em Cabo Verde.
- 1998 Mancarra, texto coletivo, com GTCCPPM em Cabo Verde.
- 1998 Romeu e Julieta, de William Shakespeare, com GTCCPPM em Cabo Verde.
- 1997 / 2007 Casa de nha Bernarda, de Garcia Lorca, com GTCCPPM em Cabo Verde.
- 1997 Os Irmãos de Assis, a partir de testos sobre Francisco de Assis, com GTCCPPM em Cabo Verde.
- 1997 O Último dia de um Condenado, de Vitor Hugo e textos coletivos, com GTCCPPM em Cabo Verde.
- 1996 Mal d'Amor, de João Branco, com GTCCPPM em Cabo Verde.
- 1996 O Fantasma de S. Filipe, livre adaptação dos conto de Oscar Wilde, com GTCCPPM em Cabo Verde.
- 1995 Gin Tonic Surrelista, a partir de Mário Henrique Leiria, com GTCCPPM em Cabo Verde.
- 1994 Chico, texto coletivo, com GTCCPPM em Cabo Verde.
- 1994 Nós Pescadores, texto coletivo, com GTCCPPM em Cabo Verde.
- 1993 'A Estátua e Etc.', texto coletivo, com GTCCPPM em Cabo Verde.
- 1993 'Fome de 47', autor desconhecido, com GTCCPPM em Cabo Verde.
- 1991 Quem me dera ser Onda, a partir do romance de Mário Rui, com GTCCPPM em Cabo Verde.

### Assistente de Encenação
- 2013 Cloun City, encenação de Janaína Alves, com a Trupe Pará Moss em Cabo Verde.
- 1999 Cloun Creolus Dei, encenação de Miguel Seabra, com
- 1997 Os Velhos Não Devem Namorar, encenação de José Mena Abrantes, com
- 1997 As Virgens Loucas, encenação de Cândido Ferreira, com
- 1995 As Lágrimas de Lafcádio, encenação de Lamberto Carrozzi, com GTCCPPM em Cabo Verde.

## O Ator
Participou como ator em vários espetáculos, muitos deles teve o grande desafio de atuar e encenar ao mesmo tempo. 
- Saaraci, o Último Gafanhoto do Deserto (2023)
- A Cruz de Rufino (2023)
- As Palavras de Jo (2016)
- Tempêstad (2013)
- Escola de Mulheres (2013)
- Teorema do Silêncio (2013)
- Alice (2012)
- Ñaque - Piolhos e Atores (2011)
- Máscaras (2008)
- A Última Ceia (2008)
- O Doido e a Morte (2006)
- A Sapateira Prodigiosa (2003)
- Auto d'Holanda (2002)
- Adão e as Sete Pretas de Fuligem (2001)
- O Conde de Abranhos (2001)
- Cloun Creolus Dei (1999 - 2008)
- Os Velhos Não Devem Namorar (1998)
- Romeu e Julieta (1998)
- Os Irmãos de Assis (1997)
- Mal d'Amor (1996)
- As Virgens Loucas (1996)
- Gin Tonic Surrelista (1995)
- A Estátua e Etc. (1993)
- Fome de 47 (1993)

Todos espetáculos do GTCCPM, com exceção de "Adão e as Sete Pretas de Fuligem" e "Alice".

## Ligações Externas
- Site pessoal
- Site Saaraci Coletivo Teatral
- Blogue Café Margoso
- Site Grupo de Teatro CCP Mindelo
- Site Associação Mindelact